# Infante Don Luis (rete tranviaria di Madrid)
Infante Don Luis è una stazione della linea ML3 della rete tranviaria di Madrid.
Si trova presso la Avenida Siglo XXI, all'incrocio con Avenida del Infante Don Luis, nel quartiere Siglo XXI del comune di Boadilla del Monte.

## Storia
È stata inaugurata il 27 luglio 2007 insieme alle altre stazioni della linea.